# Selecció britànica de corfbol
La selecció britànica de corfbol és una antiga selecció ja no existent que fou dirigida per la British Korfball Association (EKA) i representa Gran Bretanya a les competicions internacionals de corfbol. L'any 2007 es va dividir en tres parts: Anglaterra, Escòcia i Gal·les, que competeixen en totes les competicions internacionals excepte als World Games on ho fa com a Selecció britànica de corfbol.

## Història
| Campionat del Món |                      |                           |               |
| Any               | Campionat            | Seu                       | Classificació |
| 1978              | 1r Campionat del Món | Amsterdam (Països Baixos) | 4a plaça      |
| 1984              | 2n Campionat del Món | Anvers (Bèlgica)          | 4a plaça      |
| 1987              | 3r Campionat del Món | Makkum (Països Baixos)    | 3a plaça      |
| 1991              | 4t Campionat del Món | Anvers (Bèlgica)          | 5a plaça      |
| 1995              | 5è Campionat del Món | Nova Delhi (Índia)        | 8a plaça      |
| 1999              | 6è Campionat del Món | Adelaida (Austràlia)      | 3a plaça      |
| 2003              | 7è Campionat del Món | Rotterdam (Països Baixos) | 5a plaça      |

- Des del 2007 es va dividir en 3: Anglaterra, Escòcia i Gal·les.

| World Games |                 |                           |               |
| Any         | Campionat       | Seu                       | Classificació |
| 1985        | 2ns World Games | Londres (Anglaterra)      | 4a plaça      |
| 1989        | 3rs World Games | Karlsruhe (Alemanya)      | 5a plaça      |
| 1993        | 4ts World Games | The Hague (Països Baixos) | 6a plaça      |
| 2001        | 6ns World Games | Akita (Japó)              | 5a plaça      |
| 2005        | 7ns World Games | Duisburg (Alemanya)       | 6a plaça      |
| 2009        | 8ns World Games | Kaohsiung (Taiwan)        | 7a plaça      |

| Campionat d'Europa |                       |                      |               |
| Any                | Campionat             | Seu                  | Classificació |
| 1998               | 1r Campionat d'Europa | Estoril (Portugal)   | 5a plaça      |
| 2002               | 2n Campionat d'Europa | Terrassa (Catalunya) | 5a plaça      |
| 2006               | 3r Campionat d'Europa | Budapest (Hongria)   | 5a plaça      |

- Des del 2007 es va dividir en 3: Anglaterra, Escòcia i Gal·les.